# Molengat (tjasker)
Molengat is een tjasker aan de Kerkweg in Giethoorn in de Nederlandse provincie Overijssel.
Het molentje is in 1979 gebouwd en staat op het erf van een particulier. De molen kan alleen water rondpompen uit het Molengat, het meertje dat de naamgever van de tjasker is. Hij heeft houten roeden met een lengte van 5,3 meter die oudhollands zijn opgehekt. Deze tjasker heeft de status gemeentelijk monument.